# Catherine de Clèves (1417–1479)
Catherine de Clèves (née le 25 mai 1417 et morte le 10 février 1479) est une duchesse de Gueldre par mariage avec Arnold, duc de Gueldre. Elle a gouverné comme régente de Gueldre pendant l'absence de son conjoint en 1450. Les Heures de Catherine de Clèves ont été commandées pour elle.

## Biographie
Catherine est née d'Adolphe Ier, duc de Clèves et de Marie de Bourgogne. Elle était une nièce de Philippe le Bon, duc de Bourgogne.

### Duchesse et régente
Catherine a vécu avec ses parents jusqu'en 1431, bien qu'elle ait déjà été mariée depuis l'année précédente. Elle entretient des liens étroits avec son oncle le duc Philippe de Bourgogne, qui se méfiait de son mari. Catherine élève sa fille Marie à la cour de Bourgogne. Lorsque son mari punit la ville de Driel, il perd le soutien de la population de son duché. Catherine agit comme intermédiaire entre son mari et les États du royaume. En 1450, le duc Arnold part en pèlerinage à Rome et en Palestine. Pendant son absence, Catherine agit comme régente.
Elle soutient son fils Adolphe lorsqu'il se révolte contre son père. Charles le Téméraire, duc de Bourgogne, fait capturer Adolphe en 1470, lorsqu'il se révéla être un allié peu fiable. Catherine passe ses dernières années à Lobith, où elle meurt en 1476.

## Livre d'Heures
Les Heures de Catherine de Clèves sont commandées pour elle lorsqu'elle a épousé le duc Arnold, le 26 janvier 1430. L'ouvrage montre sa famille ainsi qu'elle-même en train de prier. Les Heures avaient été perdues pendant quatre cents ans avant de refaire surface en 1856. C'est l'un des livres les plus richement décorés de ce genre qui soit conservé.

## Descendance
- Marie (v. 1431-1463), devenue reine d'Écosse par mariage avec Jacques II
- Willem (né vers 1434), mort jeune
- Margaret (v. 1436-1486, Simmern), mariée le 16 août 1454 à Frédéric Ier, comte de Palatinat-Simmern (en).
- Adolphe (1438-1477)
- Catherine (1439-1496), régente de Gueldre en 1477-1487[4]